# Edd China

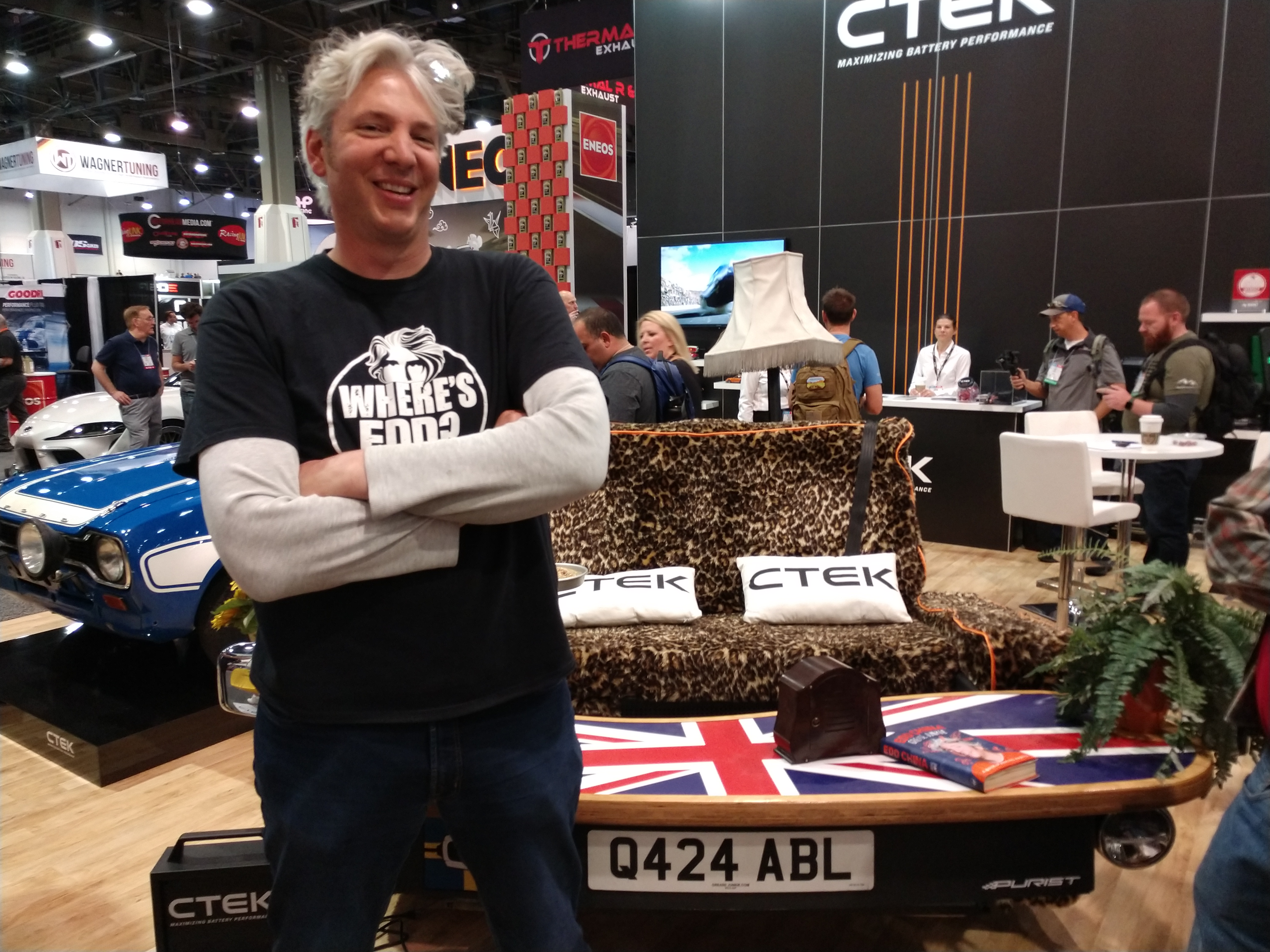
Edd China in 2019.

Edd China (Londen, 9 mei 1971) is een autotechnicus die bekendheid verwierf als co-presentator van Wheeler Dealers en Auto Trader. Hij presenteerde deze programma's samen met Mike Brewer. De beide programma's draaien rond het opknappen van oude, klassieke auto's om ze daarna te verkopen.
Ook was hij in Top Gear te zien waar hij een Bondauto bouwde voor £300 (ongeveer €450). Ook staat hij in het Guinness Book of Records met het snelste meubel. Op 21 maart 2017 kondigde Edd China aan om niet langer deel uit te maken van het Wheeler Dealers team, wegens meningsverschillen met de producer. Hij werd vervangen door Ant Anstead.
China heeft een ingenieursgraad in productontwerp van de London South Bank University en runt daarnaast een eigen bedrijf. Cummfy Banana is een bedrijf dat zich bezighoudt met het ontwerpen van aparte voertuigen voor reclameuitingen, promoties en speciale evenementen. Met zulke voertuigen heeft China verschillende records gevestigd:
| Datum      | Omschrijving                                                         | Record                       | Status                              |
| ---------- | -------------------------------------------------------------------- | ---------------------------- | ----------------------------------- |
| 1998       | Guinness-wereldrecord voor snelste meubel.                           | 140 km/h                     | Verbroken door hemzelf (11-05-2007) |
| 09-11-2005 | Guinness-wereldrecord voor grootste gemotoriseerde winkelwagen.      | 2,99 × 1,80 × 3,47 m (l×b×h) | Record                              |
| 09-11-2006 | Guinness-wereldrecord voor snelste kantoor; origineel een Rover 100. | 140 km/h                     | Record                              |
| 11-05-2007 | Guinness-wereldrecord voor snelste meubel.                           | 148 km/h                     | Record                              |

## Filmografie
- Father Ted (1994)
- Scrapheap Challenge (1998)
- Fifth Gear (2002)
- Top Gear (2002)
- Wheeler Dealers (2003-2017)
- Auto Trader (2009)